# Bernd Hobsch
Bernd Hobsch (7 maggio 1968) è un ex calciatore tedesco.

## Carriera

### Club
Ha giocato come attaccante. La sua prima squadra professionistica è stata il VfB Lipsia. Durante la stagione 1992-93 viene acquisito nella sessione invernale di calciomercato dal Werder Brema, nelle cui file riesce a vincere la sua prima Bundesliga segnando una doppietta nell'ultima giornata segna in casa dello Stoccarda. La stagione successiva debutta in Uefa Champions League, competizione dove si mette in mostra andando a segno per ben 5 volte: è protagonista nella gara vinta dal Werder per 5-3 contro la Dinamo Minsk, dove mette a segno una tripletta. Va a segno anche nella partita d'esordio nella fase a gironi contro il Porto e nella rimonta contro l'Anderlecht, mettendo a segno la rete del momentaneo 3-3, partita poi vinta dal Werder per 5-3 grazie alla doppietta di Wynton Rufer. In questa stagione vince prima la Supercoppa di Germania nel 1993, la Coppa di Germania nel 1994 e nello stesso anno la seconda Supercoppa di Germania. Con la maglia dei verdi ha giocato in tutte e tre le competizioni europee, ovvero la Champions League, la Coppa UEFA e la Coppa delle Coppe. Lascia la squadra anseatica nel 1997, vincendo in tutto una Bundesliga nel 1993, una Coppa di Germania e due Supercoppe di Germania. Nel 1997 ha tentato senza fortuna un'esperienza nel campionato francese al Rennes.
Nel 1998 ha fatto ritorno in Germania dove ha indossato per due stagioni la maglia del Monaco 1860, per tre quella del Norimberga ed infine quella del Carl Zeiss Jena.

### Nazionale
A fine anni Ottanta è stato nel giro della formazione giovanile della Germania Est. Nel 1993 ha disputato una partita con la Nazionale maggiore tedesca.

## Palmarès

### Club

#### Competizioni nazionali
- Campionato tedesco: 1

Werder Brema: 1992-1993
- Coppa di Germania: 1

Werder Brema: 1993-1994
- Supercoppa di Germania: 2

Werder Brema: 1993, 1994
- Campionato tedesco di seconda divisione: 1

Norimberga: 2000-2001